# شب‌زنده‌داری با بزن و بکوب
شب‌زنده‌داری با بزن و بکوب (به انگلیسی: A Hard Day's Night) یک فیلم کمدی سیاه و سفید به کارگردانی ریچارد لستر است که در سال ۱۹۶۴ منتشر شد. از بازیگران آن می‌توان به اعضاء گروه موسیقیِ بیتلز - جان لنون، پل مک‌کارتنی، جرج هریسون، و رینگو استار - اشاره کرد.
فیلم هم در گیشه و هم در جلبِ نظرِ منتقدان، موفق بود. مجلهٔ تایم آن را یکی از ۱۰۰ فیلم برترِ همهٔ ادوار رده‌بندی کرد. منتقد بریتانیایی «لسلی هالی‌ول» آن را «یک فانتزی کمدی با موسیقی [خوب]؛ یک موفقیت تجاری چشمگیر، با کارگردانی که هرنوع شیرین‌کاری سینمایی موجود را بکار گرفته» توصیف نمود و به آن چهارستارهٔ کامل داد. این فیلم را یکی از تأثیرگذارترین فیلمهای موزیکال در تمام اعصار می‌دانند که الهام‌بخشِ بسیاری از فیلم‌های جاسوسی و همچنین یک سریال تلویزیونی معروف با حضور گروه موسیقی مانکیز و تعدادی موزیک ویدئوی پاپ در آینده گردید.

## بازیگران
- ویلفرید برامبل
- نورمن روسینگتون
- جان جانکین
- ویکتور اسپینتی
- بیتلز
- دِرِک نیمو
- جان لنون
- پل مک‌کارتنی
- جرج هریسون
- رینگو استار
- پتی بوید
- ماریان استون
- آنا کوئیل
- دیوید لنگتون
- کنث هِـی
- آیلا بلر
- لایونل بلر